# Aldo Biscardi
Aldo Biscardi (* 26. November 1930 in Larino; † 8. Oktober 2017 in Rom) war ein italienischer Journalist und TV-Moderator, bekannt als Schöpfer kritischer Diskussionsrunden über den italienischen Profifußball, erst Il processo del lunedì (deutsch: Der Montagsprozess) später Il processo di Biscardi (deutsch: Der Prozess des Biscardi), die einen gewissen Kultstatus im italienischen Fernsehen erreichten und bis zur Spielzeit 2015/16 36 Jahre lang auf verschiedenen Sendern ausgestrahlt wurden.

## Leben
In Larino in der Provinz Campobasso geboren und aufgewachsen, studierte Aldo Biscardi erfolgreich Rechtswissenschaften an der Universität von Neapel. 1952 begann er in der neapolitanischen Tageszeitung Il Mattino zu arbeiten. 1956 wurde er Sportredakteur der römischen Tageszeitung Paese Sera, deren Chefredakteur er später wurde.
Im Jahr 1979 begann er seine Fernsehkarriere in der öffentlich-rechtlichen Rai auf Rai 3. 1980 moderierte er Programme auf verschiedenen Kanälen, sein ihm eigener Diskussionsstil „down to earth“, seine sprachlichen Fehlgriffe und seine Wortspiele verhalfen ihm schnell zur Popularität.
1980 startete Biscardi die von ihm kreierte Sportsendung Il processo del lunedì auf Rai 3. In der ersten Staffel wurde die Sendung von Enrico Ameri präsentiert, später von Marino Bartoletti, wobei Biscardi die Rolle des TV-Producer im Hintergrund übernahm.
1993 wechselte Biscardi nach einer telefonischen Intervention Silvio Berlusconis während einer Livesendung, in der Berlusconi sich über gegen ihn in der Sendung gemachte Vorwürfe beschwerte, zum Pay-TV Sportsender Tele+. Der Privatsender nahm die Sendung mit der gleichen Formel unter dem neuen Namen Il processo di Biscardi wieder auf. 1996 wechselte die Sendung zum Privatsender Telemontecarlo, aus dem 2001 der Sender La7 hervorging.
Mit der Geburt des digitalen Fernsehkanals La7 wurde Biscardi im Jahr 2005 zum Direktor des Sportabteilung von La7 und Programmdirektor des Sportkanals La7 Sport, der im August 2005 gegründet und im April 2007 geschlossen wurde.
Im Mai 2006 wurden Auszüge von Telefongesprächen zwischen Biscardi und Luciano Moggi enthüllt. Im Rahmen des italienischen Fußballskandals wurde bekannt, dass der Manager von Juventus Biscardi in der Programmgestaltung seiner Sendung beeinflusst hatte. Biscardi stimmte Untersuchungen in dem Fall im Juli 2007 zu, bevor die Angelegenheit ohne weitere Maßnahmen ad acta gelegt wurde. In der Zwischenzeit verließ er im Mai 2006 den Sender La7 und wechselte zum Kanal 7 Gold. Im September 2006 erlegte der italienische Journalistenverband nach einer harten internen Konfrontation Biscardi ein sechsmonatiges Berufsverbot auf, woraufhin Biscardi aus dem Verband austrat.
In seinen Sendungen setzte sich Aldo Biscardi für die Einführung des Videobeweises ein, den die Serie A mit der Spielzeit 2017/18 einführte.
Aldo Biscardi starb am 8. Oktober 2017 in Rom im Alter von 86 Jahren.